# Martín Eduardo Zúñiga
Martín Eduardo Zúñiga Barrios (Tapachula, 14 aprile 1993) è un calciatore messicano, attaccante del México.

## Carriera

### Club
Ha giocato nella prima divisione dei campionati messicano e kosovaro.

### Nazionale
Ha giocato nelle nazionali giovanili messicane Under-21 ed Under-22.

## Palmarès

### Club

#### Competizioni nazionali
- Campionato messicano: 2

América: Clausura 2013, Apertura 2014

#### Competizioni internazionali
- CONCACAF Champions League: 1

América: 2014-2015